# Ki-en
Ne doit pas être confondu avec Ki-en (1734-1807).
Ki-en (淇園), de son vrai nom Yanagisawa Rikyō, surnoms : Kōbi et Gondayū, noms de pinceau : Ki-en, Chikukei et Gyokukei, dit Ryū Rikyō, est un peintre japonais du XVIIIe siècle, actif dans la région du Yamato. Il est né en 1703 et mort en 1758.

## Biographie
Au début du XVIIIe siècle, le Bunjin-ga ou Nanga est introduit au Japon, venant de Chine, au moment où se manifeste une vive curiosité pour le monde extérieur. L'arrivée à Nagasaki de peintres chinois contribue à répandre les nouvelles techniques de la peinture à l'encre: elles sont adoptées tout d'abord par les intellectuels lettrés, non sans tâtonnement ni confusions stylistiques. Ki-en fait partie de ses premiers adeptes, et ses œuvres (paysages, personnages, fleurs et oiseaux) ne se dégagent pas encore des modèles chinois. C'est auprès de lui que Ike no Taiga acquiert ses premiers rudiments techniques qui lui permettent, dans la deuxième partie du siècle, de réaliser une véritable assimilation et de faire naître une nouvelle vision du paysage.

## Les peintres-poètes duXVIIIesiècle
La seconde moitié de l'époque Edo est en effet marquée par une vive réaction contre le maniérisme du style décoratif en honneur tout au long du XVIIe siècle. Loin des professionnels qui monopolisent alors le commerce de l'art, des esprits libres, dilettante, mais fous de peinture, se mettant au pinceau pour leur seul plaisir, sans souci d'en tirer profit — qu'ils soient riches ou pauvres. Fuyant la ville et ses fastes, ils se réfugient dans d'humbles retraites champêtres où viennent les visiter poètes et vagabonds. La plupart sont formés à l'école du Grain de moutarde, le célèbre traité de peinture chinoise. Cette nouvelle école — qui d'ailleurs n'en est pas vraiment une — prend le nom de nanga (peinture du Sud). Elle est souvent le fait de lettrés en rupture de ban, qui s'adonnent dans la solitude à l'art du Haïku, ce petit poème de trois vers où Bashō, quelques décennies plus tôt, réussit à loger la quintessence de la poésie japonaise.
Ce petit groupe d'amis lettrés, qui se rencontrent souvent, malgré d'incessants voyages, adopte en effet un mode de vie aussi peu protocolaire que possible. On rejette le confucianisme, les obligations sociales, on s'enivre de saké et de poésie... Les premiers à frayer cette voie sont Gion Nankai (1676-1751), Ki-en et Hyakusen (1697-1752). Nankai et Ki-en sont des dilettantes aristocrates (Tous deux punis plus tard pour mauvaise conduite) nourris d'humanités chinoises. Hyakusen, lui, peintre professionnel, jette par-dessus les moulins l'enseignement des ateliers officiels pour se vouer de tout son cœur au culte des grands maîtres Ming.